# Cultura di Daxi
La cultura di Daxi  (cinese semplificato = 大溪文化, formato da = 大溪, pinyin = Dàxī, "torrente della grande montagna" e s=文化, pinyin = wénhuà, "cultura"), 5000-3000 a.C., era una cultura neolitica dell'antica Cina, sviluppatasi nella regione delle Tre Gole, lungo il medio corso dello Yangtze, il Fiume Azzurro.
La cultura si estese dall'Hebei occidentale al Sichuan orientale e al delta del Fiume delle Perle.

## Il sito
Il sito di Daxi, localizzato nella Gola di Qutang nei dintorni di Wushan e Chongqing, fu scoperto da N. Nelson nel 1920. Molti dei siti appartenenti alla cultura di Daxi sono stati, o verranno, sommersi in seguito alla costruzione della grande diga delle Tre Gole sul medio corso del fiume Azzurro.

## Caratteristiche della cultura
I siti appartenenti alla cultura di Daxi sono caratterizzati dalla presenza di dou, tipiche bottiglie cilindriche, di piatti e vasellame di colore rosso. Questi insediamenti sono inoltre tra i primi in Cina a mostrare l'uso di mura e fossati di protezione.
Le popolazioni di questa cultura coltivavano estensivamente il riso, ma praticavano contemporaneamente anche la pesca nelle risaie e la caccia alle anitre e per questo vengono assegnate alla tipologia Fan-dao-geng-yu (饭稻羹鱼).
Ci sono evidenze di interazioni culturali con la regione del delta del fiume Azzurro. Manufatti come i piatti bianchi della cultura di Daxi sono stati ritrovati in numerosi siti della regione del Delta, come ad esempio negli insediamenti della cultura di Majiabang. A loro volta i manufatti in giada di Daxi mostrano influenze delle culture del Delta.
La cultura di Daxi fu seguita dalla cultura di Qujialing.